# Hensy
Hensy (стил. под маюскул, рус. Хе́нси; настоящее имя — Александр Олегович Стратонов; род. 28 февраля, 1994 года, Заинск, Татарстан, Россия) — российский музыкальный исполнитель.
С детства музыкант играл на гитаре, окончил музыкальную школу по классу фортепиано. В юношестве перебрался в Москву ради карьеры в музыкальной индустрии. Стал популярным благодаря песне "Поболело и прошло", спустя время выпустил совместную работу с певицей Клавой Кокой "Костёр". На 2021 год артист готовит большой сольный альбом с экспериментальным звучанием.

## Биография
Родился и вырос в небольшом городе Заинске (Татарстан).

Это такое матёрое местечко в республике Татарстан, очень жёсткое. Вся молодёжь моих лет воспитывалась улицей по пацанским понятиям.

Рано проявил творческие способности, параллельно ходил на хор и на танцы.

И там, и там всё было успешно, но изначально больше посвящал себя хип-хоп-танцам.

Однажды сам написал песню — положил свои стихи на бит — и просто выложил её в VK.

[...] Я написал стихи, накинул их на биток, опубликовал песню в VK без всякой дистрибуции, и она разлетелась. Тогда задумался, почему бы и не попробовать сделать профессиональный продакшен и более серьёзно подойти к музыке. 

После школы поступил на факультет нефти Казанского национального исследовательского технологического университета (КХТИ). Потом перевёлся в Московский авиационный институт.

[...] Чтобы двигаться в творчестве, определённо нужна Москва. Я перевёлся в столичный Авиационный институт, жил обычной жизнью студента.

В итоге по профессии работать так и не пошёл и полностью посвятил себя музыке. Взял псевдоним HENSY.

Во время работы над альбомом «TRIPLETRIP» я прочёл перевод какой-то песни A$AP Rocky и нашёл в нём отсылку к чуваку по имени Hensy. Его приводили там в пример пацана, сдвинутого на творчестве до такой степени, что он сошёл с ума. Я подумал, что я такой же сумасшедший. Для меня эта ассоциация в тот момент была максимально сопоставимой. 

Прославился в 2020 году с песней «Поболело и прошло».
13 июля 2020 года выпустил мини-альбом «Музыка для души».
11 октября 2020 выпустил песню «Костёр», записанную в дуэте с Клавой Кокой.
15 июня 2023 состоялась свадьба с белорусской исполнительницей просто Лера.

## Музыкальный стиль
Музыкальный критик Борис Барабанов кратко обрисовал стиль Hensy так: «меланхоличный поп и исповедальный хип-хоп с отголосками группы „Жуки“».

## Дискография

### Студийные Альбомы
| Название                    | Подробности                                                                                    |
| --------------------------- | ---------------------------------------------------------------------------------------------- |
| «TripleTrip»                | - Релиз: 6 апреля 2019 - Лейбл: Первое музыкальное издательство - Формат: цифровая дистрибуция |
| «Жиза»                      | - Релиз: 2 июля 2021 - Лейбл: Golden Sound - Формат: цифровая дистрибуция                      |
| «Последняя неделя перед...» | - Релиз: 13 мая 2022 - Лейбл: Golden Sound - Формат: цифровая дистрибуция                      |
| «Трудный ребёнок»           | - Релиз: 16 сентября 2022 - Лейбл: Gamma Music - Формат: цифровая дистрибуция                  |

### Мини-альбомы (EP)
| Название          | Подробности                                                                |
| ----------------- | -------------------------------------------------------------------------- |
| «Музыка для души» | - Релиз: 13 июля 2020 - Лейбл: Golden Sound - Формат: цифровая дистрибуция |

### Синглы
| Год  | Название                                       | Чарты                           | Чарты                 | Чарты                   | Примечания                                           |
| Год  | Название                                       | СНГ                             | СНГ                   | СНГ                     | Примечания                                           |
| Год  | Название                                       | TopHit Top Radio & YouTube Hits | TopHit Top Radio Hits | TopHit Top YouTube Hits | Примечания                                           |
| ---- | ---------------------------------------------- | ------------------------------- | --------------------- | ----------------------- | ---------------------------------------------------- |
| 2019 | «Поднимаю кэш»                                 |                                 |                       |                         | цифровой сингл, 24 апр. 2019                         |
| 2019 | «No Cap»                                       |                                 |                       |                         | цифровой сингл, 29 апр. 2019                         |
| 2019 | «Лилии»                                        |                                 |                       |                         | цифровой сингл, 23 июля 2019                         |
| 2019 | «Неземная»                                     |                                 |                       |                         | цифровой сингл, 20 авг. 2019                         |
| 2019 | «Яркими ночами»                                |                                 |                       |                         | цифровой сингл, 24 сен 2019                          |
| 2019 | «Воздушный змей»                               |                                 |                       |                         | цифровой сингл, 29 окт. 2029                         |
| 2019 | «Космос» (ALEMOND feat. HENSY)                 | —                               | —                     | —                       | песня с мини-альбома ALEMOND’а «Всю жизнь на листок» |
| 2019 | «Дикий ангел»                                  |                                 |                       |                         | цифровой сингл, 19 ноя. 2019                         |
| 2019 | «Руки тянутся к тебе»                          |                                 |                       |                         | цифровой сингл, 10 декабря 2019                      |
| 2020 | «Пить и курить»                                |                                 |                       |                         | цифровой сингл, 22 янв. 2020                         |
| 2020 | «Приют»                                        |                                 |                       |                         | цифровой сингл, 19 фев. 2020                         |
| 2020 | «Пропадаю»                                     |                                 |                       |                         | цифровой сингл, 16 мар. 2020                         |
| 2020 | «Заодно»                                       |                                 |                       |                         | цифровой сингл, 21 апр. 2020                         |
| 2020 | «Поболело и прошло»                            | 17                              | 73                    | 3                       | цифровой сингл, 26 мая 2020                          |
| 2020 | «Верю в лучшее»                                |                                 |                       |                         | цифровой сингл, 21 сен. 2020                         |
| 2020 | «Костёр» (HENSY & Клава Кока)                  | 33                              | 100                   | 10                      | цифровой сингл, 11 окт. 2020                         |
| 2020 | «Друг помоги мне» (HENSY & Slame)              |                                 |                       |                         | цифровой сингл, 7 дек. 2020                          |
| 2020 | «Душевная»                                     |                                 |                       |                         | цифровой сингл, 21 дек. 2020                         |
| 2021 | «My Love» (HENSY & Зомб)                       |                                 |                       |                         | цифровой сингл, 18 янв. 2021                         |
| 2021 | «Не моя вина» (HENSY & Kavabanga Depo Kolibri) |                                 |                       |                         | цифровой сингл, 1 мар. 2021                          |
| 2021 | «36.6»                                         |                                 |                       |                         | цифровой сингл, 22 мар. 2021                         |
| 2021 | «Рэй Бэны»                                     |                                 |                       |                         | цифровой сингл, 4 мая. 2021                          |
| 2021 | «Неидеальная» (HENSY & Пицца)                  |                                 |                       |                         | цифровой сингл, 7 июн. 2021                          |
| 2021 | «Лавина/Цунами» (HENSY & Анет Сай)             |                                 |                       |                         | цифровой сингл, 28 июл. 2021                         |
| 2021 | «Полевые цветы»                                |                                 |                       |                         | цифровой сингл, 10 сен. 2021                         |
| 2021 | «Ошибки Молодости» (HENSY & Вишневский)        |                                 |                       |                         | цифровой сингл, 22 окт. 2021                         |
| 2022 | «Классная»                                     |                                 |                       |                         | цифровой сингл, 8 апр. 2022                          |
| 2022 | «Реквием по мечте» (HENSY & Джарахов)          |                                 |                       |                         | цифровой сингл, 10 июн. 2022                         |
| 2022 | «По дороге домой»                              |                                 |                       |                         | цифровой сингл, 24 июн. 2022                         |
| 2022 | «Никогда»                                      |                                 |                       |                         | цифровой сингл, 8 июл. 2022                          |

### Участие на релизах у других исполнителей
| Год  | Артист  | Музыкальный релиз   | Трек     |
| ---- | ------- | ------------------- | -------- |
| 2019 | Alemond | Всю жизнь на листок | «Космос» |

## Видеография
| Год  | Клип                               | Режиссёр                |
| ---- | ---------------------------------- | ----------------------- |
| 2020 | «Поболело и прошло»                | Дмитрий Горичев и HENSY |
| 2020 | «Костёр» (совместно с Клавой Кока) | Дмитрий Климов          |